# L'Histoire officielle
Ne doit pas être confondu avec histoire officielle.
Pour plus de détails, voir Fiche technique et Distribution.
L'Histoire officielle (La historia oficial), sorti en 1985, est un film argentin écrit par Aída Bortnik et réalisé par Luis Puenzo.

« L'histoire est écrite par les assassins. »

— Résumé énoncé par un des personnages.

## Synopsis
Buenos Aires, 1983. Alicia Marnet Ibáñez est professeure d'histoire dans un lycée pour garçons. C’est une bourgeoise vivant confortablement avec son mari Roberto, homme d’affaires sans scrupules, leur fille Gaby, adoptée il y a cinq ans, et la bonne. En ces derniers mois de la dictature militaire, les signes de temps nouveaux s’accumulent : des journaux révèlent l'existence des desaparecidos, des manifestations exigent que soient punis les coupables de la « guerre sale » et de celle des Malouines, les Grands-mères défilent autour de la Place de Mai…
Alicia est affectée personnellement : ses élèves osent questionner la véracité de ce qui est écrit dans les manuels, son amie Ana rentrée d'exil lui fait le récit de cinq semaines de torture en 1976, Roberto craignant de tout perdre se met à boire… D'abord dubitative, elle accepte peu à peu qu'il existe d’autres histoires que la version officielle qu'elle enseigne. Bien que son mari et son confesseur tentent de l'en dissuader, elle enquête sur l’origine réelle de sa fille chérie, peut-être une enfant volée.

## Fiche technique
- Titre : L'Histoire officielle
- Titre original : La historia oficial
- Réalisation : Luis Puenzo
- Assistants-réalisateurs : Rodrigo Espina (es), Raúl Outeda et Patricia Oyuela
- Scénario : Luis Puenzo et Aída Bortnik
- Musique : Atilio Stampone (es)
- Photographie : Félix Monti
- Montage : Juan Carlos Macías (en)
- Décors : Abel Facello
- Assistante décoratrice : Adriana Sforza
- Costumes : Ticky García Estévez
- Maquillage : Blanca Olavego
- Production :
  - Producteur : Marcelo Piñeyro
  - Producteurs délégués : Rolando Epstein et Oscar Kramer (es)
- Sociétés de production : Historias Cinematograficas Cinemania, Progress Communications
- Société de distribution : Argentina Video Home (Argentine), MK2 Diffusion (France)
- Pays d'origine :  Argentine
- Langue : espagnol
- Format : Couleurs - 1,85:1 - Dolby
- Genre : Drame, Film historique
- Durée : 112 minutes
- Date de sortie :
  - Argentine : 3 avril 1985
  - France : mai 1985 (Festival de Cannes) ; 22 janvier 1986 (nationale)

## Distribution
- Norma Aleandro : Alicia Marnet de Ibanez
- Héctor Alterio : Roberto Ibanez, le mari d'Alicia
- Chunchuna Villafañe (es) : Ana, l'amie d'Alicia
- Hugo Arana (es) : Enrique Ibanez
- Guillermo Battaglia (es) : José
- Chela Ruíz : Sara Reballo, grand-mère de la place de Mai
- Patricio Contreras (es) : Benitez, le prof de littérature
- Maria-Luisa Robledo : Nata
- Aníbal Morixe : Miller
- Jorge Petraglia (es) : Macci
- Analia Castro : Gaby, la fille, 5 ans
- Daniel Lago (es) : Dante
- Augusto Larreta (es) : le général
- Laura Palmucci : Rosa
- Leal Rey (es) : le père Ismaël
- Floria Bloise (es) : une grand-mère de la place de Mai
- Lidia Catalano (es) : Dora
- Deborah Kors :
- Carlos Weber : Andrada
- José María López : médecin
- Andrea Tenuta (es) : Regina Miller

Reste de la distribution
- Susana Behocaray :
- Cecilia Blanche :
- Angelica Bogué :
- Zulema Caldas :
- Eduardo Camacho :
- Paula Canals :
- Jorge Chernov :
- Diego Cosín :
- Alicia Dolinski :
- Horacio Erman :
- Mónica Escudero :
- Oscar Ferrigno (es) :
- Luis Gianneo :
- Eduardo Gondell :
- Gabriel González :
- Ricardo Hamlin :
- Fernando Hoffman :
- Amparo Ibarlucia :
- Virginia Innocenti (es) :
- Tony Middleton (en): homme d'affaires américain
- Luisa Onetto :
- Fabian Pandolfi :
- Gastón Presas :
- Pablo Rago (es) :
- Fabián Rendo :
- Maximiliano Reussi :
- Adrian Schiavelli :
- Jorge Sorvik :
- Silvia Suárez :
- Beatriz Thibaudin (es) :
- Gustavo Tieffenberg :
- Marcos Woinsky :
- Horacio Yervé :

## Distinctions
- Oscar du meilleur film en langue étrangère en 1986
- Prix d'interprétation féminine au Festival de Cannes 1985 pour Norma Aleandro
- Golden Globe du meilleur film en langue étrangère en 1986